# Бронепалубни крайцери тип „Бремен“
Бремен (на немски: Bremen) са серия бронепалубни крайцери на Императорските военноморски сили от началото на 20 век. Участват в морските сражения на Първата световна война, в хода на която потъват два кораба от серията. След края на войната крайцерите „Хамбург“ и „Берлин“ продължават службатата си в Райхсмарине. „Любек“, който е от същата серия, става първията германски крайцер, който се задвижва от парни турбини.

## История на създаването
Военноморският закон от 1898 г. санкционира залагането към 1904 г. на 30 нови малки крайцера, крайцерите от типа „Газеле “ са първите десет кораби построени по този закон. Типа „Бремен“ се отличава от тях с увеличени размери и скорост.
Крайцерите от типа „Бремен“ продължават линията на развитието на немските бронепалубни крайцери, съвмещаващи в себе си функциите на крайцери-разузнавачи при ескадрата („скаути“) и крайцери за служба на отдалечени театри и в колониите. Корабите се отличават с добра мореходност и маневреност. В същото това време, на всички кораби от този тип като главна енергетическа установка са поставени парни машини с трансмиси на два гребни вала, „Любек“ се отличава с това, че на него, за първи път сред крайцерите на ВМС на Германия, са поствени парни турбини на „Парсънс“, задвижващи четири гребни вала (първоначално с осем винта на четири вала, после – с четири).
Именно от тези кораби започва традицията, която не се прекъсва до изчезването в Германския флот на самия клас на крайцерите, малките немски крайцери да се кръщават на имената на градове. Титулният град взема шефство над своя крайцер, а при спускането на вода на кораба да се кани кметът на града.

## Конструкция
Крайцерите имат нормална водоизместимост от 3278 t, пълна – 3816 t, дължина от 110,6 m по водолинията (111,1 m – максимална), ширина 13,3 m, газене 5,28 – 5,68 m. Двойно дъно има по 56% от дължината на корпуса. Корпуса е разделен на дванайсет основни отсека. Първоначално корабите имат щат на екипажа четиринайсет офицера и от 274 до 287 нисши чина, във военно време екипажа е увеличен до 19 и 330 съответно.

### Въоръжение
Корабите са въоръжени с десет оръдия 105 mm SK L/40 в единични установки. Две от тях са разположени едно до друго отпред на бака, шест са в средната част на съда, три са всяка страна и два са едно до друго на кърмата. Оръдията поразяват цели отдалечени до 12 200 m. Боекомплектът е 1500 изстрела (150 снаряда на ствол). Крайцерите са оборудвани с два 450 mm траверсни подводни торпедни апарати с общ боезапас пет торпеда. Поради липса на предвидените по проект автоматични оръдия „Ма́ксим“, по-голямата част от корабите е въоръжена с осем 3,7 см револверни оръдия, впоследствие и едните и другите са заменени с картечниците MG 08. „Бремен“ и „Любек“, през 1916 г., са превъоръжени с 2 × 150 мм/45 и 6 × 105 мм/40 оръдия.

### Брониране
Карапасна (черупковидна) бронирана палуба е главната защита на крайцерите. Хоризонталния участък има дебелина 20 – 35 mm, скосовете към бордовете 50 – 80 mm. Палубата се спуска към носа и кърмата на крайцера. Бойната рубка е със стени дебели 100 mm и покрив от 20 mm. Щитовете на оръдията на главния калибър имат дебелина 50 mm.

### Силова установка
Крайцерите тип „Бремен“ имат 10 тънкотръбни водотръбни котли „военноморски“ тип, всички работят на въглища, като произвеждат пара с работно налягане от 15 атм. с повърхност за нагряване от 2750 – 2810 м².
С изключение на „Любек“, силовата установка на съдовете се състои от две парни машини с тройно разширение, с номинална мощност 10 000 к.с. Това трябва да осигури проектна максимална скорост 22 възела (41 km/h). „Любек“ има две парни турбини „Парсънс“, разсчетени за 11500 конски сили (8,6 kW) и максимална скорост 22,5 възела (41,7 km/h). На изпитанията всичките седем кораба превишават проектната скорост. Запасът гориво е до 860 тона въглища, далечината на плаване на първите три кораба съставлява 4270 морски мили (7910 km) на ход 12 възела (22 km/h). По-неефективни са турбините на „Любек“ далечината е до 3800 мили (7000 km), последните три кораба от типа имат далечина на плаване 4690 мили (8690 km). На „Бремен“ и „Хамбург“ има три генератора, които произвеждат електроенергия за кораба с обща мощност 111 киловата при напрежение 110 волта. Останалите кораби имат два генератора с мощност 90 kW при същото напрежение.
Котлите Шулц-Торникрофт имат горен парен цилиндър, който се съединява с долния парен цилиндър, а той, на свой ред, чрез осем извити циркулационни тръби с два външни парни цилиндъра. Изпарителите и цилиндрите също са съединени с тръбички, които образуват формата на стените и покрива на огнищата. Всичко това е покрито с огнеупорни тухли. Котелът отгоре е покрит с листа стомана под които има находился азбест, броят на тръбичките в котела е 1764.

## История на службата
Предвоенната служба на крайцерите е по-малко наситена, отколкото на крайцерите от типа „Газеле“. Най-интересното събитие е крейсирането на едва що построения „Любек“ във Финския залив по време на Първата руска революция от 1905 година. Задачата на кораба е, ако властта в Петербург не бъде удържана, да спаси царя и царското семейство.
Към началото на Първата световна война типът вече се смята за стар. Независимо от това, крайцерите от типа „Бремен“ са използвани в най-различни операции по море.
„Лайпциг“ влиза в състава на Крайцерската ескадра на далекоизточните води адмирал Максимилиан фон Шпее, участва в битката при Коронел от 1 октомври 1914 г., потопен е на 8 декември същата година в боя при Фолкландските острови от артилерийския огън на британските крайцери „Корнуол“ и „Глазгоу“. Загиват 315 души.
„Бремен“ участва в бойните действия в Балтика, загива след взрив на две морски мини, поставени от руските ескадрени миноносци „Новик“, „Победитель“ и „Забияка“, Загиват 250 души. Според други данни, крайцерът е потопен от британската подводница E-9.
След капитулацията на Германия, съгласно условията на Версайския мирен договор, крайцерите „Хамбург“ и „Берлин“ са оставени на Германия. „Берлин“ служи до 1935 г., после е превърнат в плаваща казарма и в кораб майка. След края на Втората световна война е потопен с това БОВ (бойни отровни вещества) в Скагерак. Крайцерът „Хамбург“ е изключен от списъците флота през 1931 г., служи като плаваща казарма. Потопен е от авиацията на съюзниците през 1944 г., по ирония на съдбата в града, чието име кораба носи – Хамбург.

## Списък на корабите от типа[2]
| Име         | Корабостроителница-строител | Дата на залагане | Дата на спускане на вода | Дата на влизане в състава на флота | Дата на извеждане от състава на флота/гибел | Съдба |
| ----------- | --------------------------- | ---------------- | ------------------------ | ---------------------------------- | ------------------------------------------- | --- |
| SMS Bremen  | AG Weser Бремен             | 1902             | 9 юли 1903               | 19 май 1904                        | 17 декември 1915                            | Загива в Балтийско море в резултат от руско минно поле (по други данни, в резултат на атаката на британската подводница E-9)                         |
| SMS Hamburg | AG Vulcan Щетин             | 1902             | 25 юли 1903              | 8 март 1904                        | 1944                                        | Изключен от списъците на флота 1931 г., превърнат в плаваща казарма, потъва в резултат на атака на съюзническата авиация над пристанището на Хамбург |
| SMS Berlin  | Kaiserliche Werft Данциг    | 1902             | 22 септември 1903        | 4 април 1905                       | 1935                                        | Изключен от списъците на флота |
| SMS Lübeck  | AG Vulcan Щетин             | 1903             | 26 март 1904             | 26 април 1905                      | 1919                                        | Изключен от списъците на флота |
| SMS München | AG Weser Бремен             | 1903             | 30 април 1904            | 1 януари 1905                      | 1919                                        | Изключен от списъците на флота |
| SMS Leipzig | AG Weser Бремен             | 1904             | 21 март 1905             | 20 април 1906                      | 8 декември 1914                             | Загива в боя при Фолкландските острови. |
| SMS Danzig  | Kaiserliche Werft Данциг    | 1904             | 23 септември 1905        | 1 февруари 1907                    | 1919                                        | Изключен от списъците на флота |

## Оценка на проекта
Крайцерите демонстрират преимуществата и недостатъците на последователното развитие на този тип крайцери, ако за началото на XX век техните характеристики изглеждат отлично, то след Руско-японската война те изглеждат посредствени, особено по отношение на скоростта, а към 1913 г. вече са окончателно стари.
| ТТХ на крайцерите – разузнавачи при ескадрите |                                                               |                                              |                                              |                                           |                                                       |                                                                  |                                                                  |
| Характеристики                                | „SMS Nymphe“ · Германия                                       | „Топаз“ · Великобритания                     | „Аметист“ · Великобритания                   | „Патфайндър“ · Великобритания             | „Изумруд“ Русия                                       | „SMS Hamburg“ · Германия                                         | „SMS Lübeck“ · Германия                                          |
| Година на залагане                            | 1898                                                          | 1902                                         | 1903                                         | 1903                                      | 1902                                                  | 1902                                                             | 1903                                                             |
| Година на влизане в строй                     | 1901                                                          | 1904                                         | 1905                                         | 1905                                      | 1904                                                  | 1904                                                             | 1905                                                             |
| Размери, m (Д×Ш×Г)                            | 105,1 ×12,2 ×5,44                                             | 113,9×12,2×4,4                               | 113,9×12,2×4,4                               | 116×11,77×3,96                            | 111,1×12,2×5,2                                        | 111,1×13,3×5,61                                                  | 111,1×13,3×5,40                                                  |
| Водоизместимост, t                            | 2659                                                          | 3048                                         | 3048                                         | 2946                                      | 3330                                                  | 3278                                                             | 3265                                                             |
| Въоръжение                                    | 10 – 105 mm, ТА 2×1 – 450 mm                                  | 12 – 102 mm, 8 – 47 mm, ТА 2×1 – 450 mm      | 12 – 102 mm, 8 – 47 mm, ТА 2×1 – 450 mm      | 10 – 76,2 mm, 8 – 47 mm, ТА 2×1 – 450 mm  | 8 – 120 mm, 6 – 47 mm, ТА 3×1 – 380 mm                | 10 – 105 mm, 10 – 52 mm, ТА 2×1 – 450 mm                         | 10 – 105 mm, 10 – 52 mm, ТА 2×1 – 450 mm                         |
| Брониране, mm                                 | Палуба – 20 – 25, скосове – 50, щитове на ГК – 50, рубка – 80 | Палуба – 20 – 51, щитове ГК – 25, рубка – 76 | Палуба – 20 – 51, щитове ГК – 25, рубка – 76 | Палуба – 16 – 37, пояс – 51, рубка – 76,2 | Палуба – 30, скосове – 50, щитове ГК – 25, рубка – 30 | Палуба – 20 – 35, скосове – 50 – 80, щитове ГК – 50, рубка – 100 | Палуба – 20 – 35, скосове – 50 – 80, щитове ГК – 50, рубка – 100 |
| Силова установка, к.с.                        | ПМ, 8000                                                      | ПМ, 9800                                     | ПТ, 12 000                                   | ПМ, 16 500                                | ПМ, 17 000                                            | ПМ, 10 000                                                       | ПМ, 11 500                                                       |
| Далечина на плаване, морски мили              | 3570 на 10 възела                                             | 7000 на 10 възела                            | 5500 на 10 възела                            |                                           | 4500 на 10 възела                                     | 4270 на 12 възела                                                | 3800 на 12 възела                                                |
| Проектна скорост, възела                      | 21,5                                                          | 21¾                                          | 22,5                                         | 25                                        | 24                                                    | 22                                                               | 22,5                                                             |
| Максимална скорост, възела                    | 21,4                                                          | 22,3                                         | 23,4                                         | 25,22                                     | 22,5                                                  | 23,3                                                             | 23,1                                                             |

## Коментари
1. ↑  Според немската класификация те се обозначават като малки крайцери (на немски: Kleiner Kreuzer).
2. ↑  Съгласно номенклатурата на артилерията на флота на Германската империя „SK“ (Schnelladekanone) означава „скорострелно оръдие“, а L/40 означава сравнителната дължина на оръдието в калибри. В дадения случай L/40 означава, че дължината на оръдието съставлява 40 негови калибра (105 × 40).
3. ↑  Префиксът „SMS“ е от на немски: Seiner Majestat Schiff (Кораб на Негово Величество).
4. ↑  Изпитания за максимален ход не са правени, в бой развива 24 възела.